# تاکومی ۱۰۶۱۷
سیارک ۱۰۶۱۷ (به انگلیسی: 10617 Takumi، نامگذاری:1997UK24) ده هزار و ششصد و هفدهمین سیارک کشف شده‌است که در ۲۵ اکتبر ۱۹۹۷ کشف شد.
قدر مطلق سیارک برابر ۱۳٫۴۰ است.